# Ligue européenne féminine de handball 2024-2025
Navigation
Ligue européenne 2023-2024 Ligue européenne 2025-2026
La saison 2024-2025 de la Ligue européenne féminine de handball est la cinquième édition de la compétition sous ce nom et ce format. Elle succède à la Coupe de l'EHF et constitue en ce sens la 44e édition de la compétition organisée par l'EHF.
La compétition est remportée pour la première fois par le club allemand du Thüringer HC, vainqueur en finale des Danoises d'Ikast Håndbold. Le JDA Bourgogne Dijon termine troisième,.

## Formule

### Modalités
Après le forfait des Neptunes de Nantes, 36 équipes au lieu de 37 prennent part à la compétition. Deux tours de qualification, disputés en match aller-retour, sont donc suffisants : 18 équipes entrent au premier tour, 14 équipes sont qualifiées pour le deuxième tour et 4 équipes entrent directement en phase de groupe.
Après les deux tours qualificatifs vient la phase de groupes où les douze équipes qualifiées et les quatre entrants directs sont répartis en quatre groupes de quatre équipes. Les matchs sont joués dans un système championnat avec des matchs à domicile et à l'extérieur. Les deux meilleures équipes de chaque groupe se qualifient pour la suite de la compétition.
La phase à élimination directe comprend trois tours : les quarts de finale et un Final Four comprenant les demi-finales et finales le lendemain. En quarts de finale, les qualifiés des groupes A et B d'une part et C et D d'autre part s'affrontent, premier contre deuxième en matchs aller-retour, les clubs classés premiers lors de la phase de poule ayant le privilège de jouer le match retour à domicile. Pour la finale à quatre, un tirage au sort détermine les oppositions en demi-finales.

### Attribution des places
Depuis la saison dernière, l'EHF a décidé de séparer les classements des trois coupes d'Europe. Ainsi, le classement dépend uniquement des résultats des clubs de la fédération dans cette compétition pour les saisons 2020-2021, 2021-2022 et 2022-2023 :
Ainsi les classements pour la saison 2024-2025 sont :
| Rang (évolution) | Championnat | Coeff. | Places   | Places |
| Rang (évolution) | Championnat | Coeff. | Attribué | Réel   |
| ---------------- | ----------- | ------ | -------- | ------ |
| 1 (=)            | Danemark    | 112,00 | 4        | 1      |
| 2 (+1)           | Allemagne   | 85,67  | 4        | 5      |
| 3 (+2)           | France      | 82,33  | 3        | 3      |
| 4 (=)            | Roumanie    | 73,00  | 1        | 2      |
| 5 (-3)           | Hongrie     | 67,00  | 3        | 3      |
| 6 (+2)           | Norvège     | 50,33  | 3        | 3      |
| 7 (-1)           | Russie      | 44,50  | 0        | 0      |
| 8 (+1)           | Pologne     | 28,33  | 3        | 3      |
| 9 (-2)           | Croatie     | 20,33  | 2        | 2      |
| 10 (+2)          | Espagne     | 14,00  | 2        | 2      |
| 11 (+2)          | Suède       | 13,33  | 2        | 2      |
| 12 (-2)          | Turquie     | 12,00  | 2        | 2      |
| 13 (-2)          | Tchéquie    | 6,00   | 1        | 2      |
| 14 (+9)          | Suisse      | 5,33   | 2        | 2      |
| 15 (-1)          | Serbie      | 5,00   | 1        | 2      |
| 16 (-1)          | Autriche    | 1,67   | 1        | 2      |

| Rang (évolution)       | Championnat       | Coeff. | Places   | Places |
| Rang (évolution)       | Championnat       | Coeff. | Attribué | Réel   |
| ---------------------- | ----------------- | ------ | -------- | ------ |
| 17 (+1)                | Slovaquie         | 0,33   | 2        | 1      |
| 18 (non classés)       | Biélorussie       | 0,00   | 1        | 0      |
| 18 (non classés)       | Ukraine           | 0,00   | 1        | 0      |
| 18 (non classés)       | Grèce             | 0,00   | 1        | 0      |
| 18 (non classés)       | Pays-Bas          | 0,00   | 1        | 1      |
| 18 (non classés)       | Finlande          | 0,00   | 1        | 0      |
| 18 (non classés)       | Islande           | 0,00   | 1        | 0      |
| 18 (non classés)       | Macédoine du Nord | 0,00   | 1        | 1      |
| 18 (non classés)       | Portugal          | 0,00   | 1        | 1      |
| 18 (non classés)       | Luxembourg        | 0,00   | 1        | 0      |
| 18 (non classés)       | Azerbaïdjan       | 0,00   | 1        | 0      |
| 18 (non classés)       | Chypre            | 0,00   | 1        | 0      |
| 18 (non classés)       | Israël            | 0,00   | 1        | 0      |
| 18 (non classés)       | Italie            | 0,00   | 1        | 0      |
| 18 (non classés)       | Kosovo            | 0,00   | 1        | 0      |
| 32 à 50 : aucune place |                   |        |          |        |

Remarques :
- les fédérations de Russie et de Biélorussie sont suspendues jusqu'à nouvel ordre.
- le nombre de clubs participants diffère du nombre de places attribuées parce que les clubs concernés ont soit été retenu en Ligue des champions (C1), soit préféré participer à la Coupe européenne (C4), soit renoncé à toute participation en coupe d'Europe, généralement pour raison financière.

### Équipes qualifiées
La liste complète des participants, après validation des places supplémentaires, surclassements et déclassements est dévoilée le 11 juillet 2024,.
Les étiquettes entre parenthèses indiquent comment chaque équipe s'est qualifiée :
- T : Tenant du titre de la Coupe européenne de l'EHF
- C : Vainqueur de coupe nationale
- FinC : Finaliste de coupe nationale
- 1er, 2e, 3e, , etc. : Position en championnat national

| Phase de groupes                      | Phase de groupes            | Phase de groupes            | Phase de groupes                |
| ------------------------------------- | --------------------------- | --------------------------- | ------------------------------- |
| Ikast Håndbold (4e)                   | HSG Bensheim/Auerbach (2e)  | HC Dunărea BrăilaFinC (4e)  | Neptunes de Nantes (3e)         |
| Deuxième tour                         |                             |                             |                                 |
| TuS Metzingen (5e)                    | Thüringer HC (3e)           | Sola HK (2e)                | Paris 92 (4e)                   |
| Mosonmagyaróvári KC SE (3e)           | Lokomotiva Zagreb (2e)      | Zagłębie Lubin (1er)        | Borussia Dortmund (4e)          |
| Larvik HK (3e)                        | Debreceni VSC (4e)          | ŽRK Zrinski Čakovec (3e)    | MKS Lublin (3e)                 |
| BM Elche T(2e)                        | IK Sävehof (1er)            | LC Brühl (1er)              |                                 |
| Premier tour                          |                             |                             |                                 |
| Étoile rouge de Belgrade (1er)        | DHK Banik Most C (2e)       | Yalıkavak SK (1er)          | Hypo Niederösterreich C (1er)   |
| DAC Dunajská Streda (1er)             | HandbaL Venlo (1er)         | ŽRK Ǵorče Petrov (1er)      | Benfica Lisbonne (1er)          |
| Fredrikstad BK (5e)                   | KPR Kobierzyce (2e)         | Balonmano Bera Bera C (1er) | H65 Höörs HK (1/4 de finaliste) |
| Grasshopper Club Amicitia Zurich (2e) | Ankara Yenimahalle BSK (2e) | HSG Blomberg-Lippe (6e)     | SCM Râmnicu Vâlcea (5e)         |
| JDA Dijon HB (5e)                     | Váci NKSE (5e)              |                             |                                 |

### Forfait de Nantes
Après le dépôt de bilan des Neptunes de Nantes le 31 juillet 2024, l'EHF a décidé d'attribuer la place de Nantes en phase de groupes à la nation la mieux classée n'ayant pas encore d'équipe directement qualifiée pour la phase de groupes, à savoir la Hongrie cinquième. Le Mosonmagyaróvári KC SE obtient alors cette place et l'équipe qui devait être opposée au club hongrois au deuxième tour (la vainqueur du match Fredrikstad BK-LC Brühl) est également directement qualifiée pour la phase de groupes.

### Calendrier
| Nom              | Date de tirage au sort | Dates des matchs              | Nombre de participants |
| ---------------- | ---------------------- | ----------------------------- | ---------------------- |
| Premier tour     | 16 juillet 2025        | 5 au 13 octobre 2023          | 18                     |
| Deuxième tour    | 16 juillet 2025        | 9 au 17 novembre              | 24 22                  |
| Phase de groupes | 21 novembre 2024       | 11 janvier au 23 février 2025 | 16                     |
| Quarts de finale | pas de tirage au sort  | 22 au 30 mars 2025            | 8                      |
| Final Four       | inconnue               | 3 et 4 mai 2025               | 4                      |

## Phase de qualification
Le tirage au sort des oppositions des deux tours de qualifications a eu lieu le 16 juillet 2023.

### Premier tour
| Équipe 1               | Score   | Équipe 2                 | Aller   | Retour  |
| ---------------------- | ------- | ------------------------ | ------- | ------- |
| H65 Höörs HK           | 48 – 47 | ŽRK Ǵorče Petrov         | 29 – 21 | 19 – 26 |
| Benfica Lisbonne       | 60 – 62 | Balonmano Bera Bera      | 28 – 30 | 32 – 32 |
| Ankara Yenimahalle BSK | 65 – 99 | DHK Baník Most           | 31 – 55 | 34 – 44 |
| HandbaL Venlo          | 46 – 69 | Váci NKSE                | 22 – 37 | 24 – 32 |
| Fredrikstad BK         | 61 – 41 | GC Amicitia Zurich       | 33 – 21 | 28 – 20 |
| JDA Dijon              | 70 – 42 | Hypo Niederösterreich    | 42 – 26 | 28 – 16 |
| HSG Blomberg-Lippe     | 65 – 52 | Étoile rouge de Belgrade | 39 – 24 | 26 – 28 |
| SCM Râmnicu Vâlcea     | 61 – 52 | DAC Dunajská Streda      | 28 – 26 | 33 – 26 |
| KPR Kobierzyce         | 63 – 53 | Yalıkavak SK             | 36 – 27 | 27 – 26 |

### Deuxième tour
| Équipe 1              | Score             | Équipe 2            | Aller   | Retour  |
| --------------------- | ----------------- | ------------------- | ------- | ------- |
| Thüringer HC          | 68 – 51           | Váci NKSE           | 34 – 22 | 34 – 29 |
| Larvik HK             | 68 – 68 5 – 4 tab | KPR Kobierzyce      | 30 – 29 | 38 – 39 |
| IK Sävehof            | 53 – 55           | Zagłębie Lubin      | 30 – 28 | 23 – 27 |
| ŽRK Lokomotiva Zagreb | 49 – 60           | CB Elche            | 21 – 28 | 28 – 32 |
| Borussia Dortmund     | 73 – 55           | Baník Most          | 36 – 32 | 37 – 23 |
| HSG Blomberg-Lippe    | 65 – 48           | TuS Metzingen       | 30 – 21 | 35 – 27 |
| Sola HK               | 70 – 55           | LC Brühl            | 33 – 23 | 37 – 32 |
| MKS Lublin            | 43 – 45           | BM Bera Bera        | 23 – 19 | 20 – 26 |
| H 65 Höör             | 48 – 63           | Paris 92            | 25 – 30 | 23 – 33 |
| SCM Râmnicu Vâlcea    | 64 – 59           | Debreceni VSC       | 33 – 31 | 31 – 28 |
| JDA Dijon             | 69 – 29           | ŽRK Zrinski Čakovec | 43 – 12 | 26 – 17 |

Remarque : le match entre le Mosonmagyaróvári KC SE et le Fredrikstad BK n'est pas disputé et les deux clubs sont qualifiés (voir supra).

## Phase de groupes
Le tirage au sort des groupes a eu lieu le 21 novembre 2024. Quatre équipes, issues des quatre meilleurs championnats, sont dispensées de qualifications et directement qualifiées pour cette phase. Elles sont rejointes par les 12 équipes qualifiées du tour précédent.

### Légende
- Quarts de finale
- Éliminé

### Groupe A
| Rang | Équipe            | Pts | J | G | N | P | Bp  | Bc  | Diff | Qualification |  | DUN   | THC   | LHK   | ELC   |
| ---- | ----------------- | --- | - | - | - | - | --- | --- | ---- | ------------- |  | ----- | ----- | ----- | ----- |
| 1    | HC Dunărea Brăila | 9   | 6 | 4 | 1 | 1 | 179 | 161 | +18  | 1/4 de finale |  | —     | 26–22 | 33–33 | 33–15 |
| 2    | Thüringer HC      | 8   | 6 | 4 | 0 | 2 | 183 | 180 | +3   | 1/4 de finale |  | 38–28 | —     | 43–35 | 27–26 |
| 3    | Larvik HK         | 7   | 6 | 3 | 1 | 2 | 189 | 167 | +22  | Éliminé       |  | 24–27 | 38–25 | —     | 30–23 |
| 4    | BM Elche          | 0   | 6 | 0 | 0 | 6 | 136 | 179 | −43  | Éliminé       |  | 29–32 | 27–28 | 16–29 | —     |

### Groupe B
| Rang | Équipe             | Pts | J | G | N | P | Bp  | Bc  | Diff | Qualification |  | VAL   | IKA   | DOR   | SOL   |
| ---- | ------------------ | --- | - | - | - | - | --- | --- | ---- | ------------- |  | ----- | ----- | ----- | ----- |
| 1    | SCM Râmnicu Vâlcea | 9   | 6 | 4 | 1 | 1 | 194 | 183 | +11  | 1/4 de finale |  | —     | 27–26 | 32–27 | 32–29 |
| 2    | Ikast Håndbold     | 8   | 6 | 4 | 0 | 2 | 185 | 176 | +9   | 1/4 de finale |  | 36–34 | —     | 29–25 | 35–34 |
| 3    | Borussia Dortmund  | 5   | 6 | 2 | 1 | 3 | 172 | 179 | −7   | Éliminé       |  | 31–31 | 30–27 | —     | 29–28 |
| 4    | Sola HK            | 2   | 6 | 1 | 0 | 5 | 183 | 196 | −13  | Éliminé       |  | 34–38 | 26–32 | 32–30 | —     |

### Groupe C
| Rang | Équipe                      | Pts | J | G | N | P | Bp  | Bc  | Diff | Qualification |  | LIP   | DIJ   | LUB   | MOS   |
| ---- | --------------------------- | --- | - | - | - | - | --- | --- | ---- | ------------- |  | ----- | ----- | ----- | ----- |
| 1    | HSG Blomberg-Lippe          | 10  | 6 | 5 | 0 | 1 | 184 | 172 | +12  | 1/4 de finale |  | —     | 35–30 | 27–26 | 33–28 |
| 2    | JDA Dijon HB                | 6   | 6 | 3 | 0 | 3 | 190 | 175 | +15  | 1/4 de finale |  | 27–28 | —     | 27–29 | 38–29 |
| 3    | Zagłębie Lubin              | 6   | 6 | 3 | 0 | 3 | 164 | 175 | −11  | Éliminé       |  | 29–27 | 24–32 | —     | 31–29 |
| 4    | Mosonmagyaróvári KC SE (en) | 2   | 6 | 1 | 0 | 5 | 181 | 197 | −16  | Éliminé       |  | 32–34 | 30–36 | 33–25 | —     |

### Groupe D
| Rang | Équipe                     | Pts | J | G | N | P | Bp  | Bc  | Diff | Qualification |  | BEN   | BER   | FBK   | P92   |
| ---- | -------------------------- | --- | - | - | - | - | --- | --- | ---- | ------------- |  | ----- | ----- | ----- | ----- |
| 1    | HSG Bensheim/Auerbach (en) | 12  | 6 | 6 | 0 | 0 | 189 | 161 | +28  | 1/4 de finale |  | —     | 34–32 | 32–30 | 28–24 |
| 2    | BM Bera Bera               | 6   | 6 | 3 | 0 | 3 | 183 | 179 | +4   | 1/4 de finale |  | 29–31 | —     | 32–26 | 33–28 |
| 3    | Fredrikstad BK (en)        | 4   | 6 | 2 | 0 | 4 | 173 | 182 | −9   | Éliminé       |  | 28–39 | 33–24 | —     | 28–29 |
| 4    | Paris 92                   | 2   | 6 | 1 | 0 | 5 | 152 | 175 | −23  | Éliminé       |  | 18–25 | 27–33 | 26–28 | —     |

## Phase finale

### Quarts de finale
Les quarts de finale aller ont eu lieu les 22 et 23 mars 2025. Les matchs retour ont eu lieu la semaine suivante, les 29 et 30 mars 2025.
| Équipe 1            | Score   | Équipe 2                   | Aller   | Retour           |
| ------------------- | ------- | -------------------------- | ------- | ---------------- |
| [B2] Ikast Håndbold | 61 – 60 | HC Dunărea Brăila [A1]     | 32 – 30 | 29 – 30          |
| [A2] Thüringer HC   | 65 – 61 | SCM Râmnicu Vâlcea [B1]    | 35 – 29 | 30 – 32          |
| [D2] BM Bera Bera   | 51 – 52 | HSG Blomberg-Lippe [C1]    | 25 – 28 | 22 – 19 4 – 5tab |
| [C2] JDA Dijon HB   | 59 – 53 | HSG Bensheim/Auerbach [D1] | 31 – 27 | 28 – 26          |

| 23 mars 2025 14h00 | Ikast Håndbold   | 32 – 30   | HC Dunărea Brăila | Ikast-Brande Arena, Ikast Affluence : 1 537 Arbitrage : Di Domenico, Fornasier |
| 23 mars 2025 14h00 | Emma Lindqvist 9 | (16 – 17) | Katarina Ježić 8  | Ikast-Brande Arena, Ikast Affluence : 1 537 Arbitrage : Di Domenico, Fornasier |
| 23 mars 2025 14h00 | ×1               | Rapport   | ×1 ×3             | Ikast-Brande Arena, Ikast Affluence : 1 537 Arbitrage : Di Domenico, Fornasier |

| 29 mars 2025 19h00 | HC Dunărea Brăila  | 30 – 29   | Ikast Håndbold   | Salle Romeo Iamandi, Buzău Affluence : 2 230 Arbitrage : Lindenbaum, Laron |
| 29 mars 2025 19h00 | Mireya González 11 | (16 – 17) | Emma Lindqvist 7 | Salle Romeo Iamandi, Buzău Affluence : 2 230 Arbitrage : Lindenbaum, Laron |
| 29 mars 2025 19h00 | ×1 ×2              | Rapport   | ×4               | Salle Romeo Iamandi, Buzău Affluence : 2 230 Arbitrage : Lindenbaum, Laron |

L'Ikast Håndbold est qualifié avec un score total de 61 à 60
| 22 mars 2025 16h00 | Thüringer HC        | 35 – 29   | SCM Râmnicu Vâlcea | Salza Halle, Bad Langensalza Affluence : 1 200 Arbitrage : Nygaard, Primdahl |
| 22 mars 2025 16h00 | Johanna Reichert 15 | (17 – 15) | trois joueuses 5   | Salza Halle, Bad Langensalza Affluence : 1 200 Arbitrage : Nygaard, Primdahl |
| 22 mars 2025 16h00 | ×2                  | Rapport   | ×3                 | Salza Halle, Bad Langensalza Affluence : 1 200 Arbitrage : Nygaard, Primdahl |

| 30 mars 2025 15h00 | SCM Râmnicu Vâlcea | 32 – 30   | Thüringer HC        | Traian Sports Hall, Râmnicu Vâlcea Affluence : 2 239 Arbitrage : Geraets, Geraets |
| 30 mars 2025 15h00 | Nathalie Hagman 14 | (16 – 14) | Johanna Reichert 11 | Traian Sports Hall, Râmnicu Vâlcea Affluence : 2 239 Arbitrage : Geraets, Geraets |
| 30 mars 2025 15h00 | ×1 ×4              | Rapport   | ×2 ×3               | Traian Sports Hall, Râmnicu Vâlcea Affluence : 2 239 Arbitrage : Geraets, Geraets |

Le Thüringer HC est qualifié avec un score total de 65 à 61
| 23 mars 2025 18h00 | BM Bera Bera        | 25 – 28   | HSG Blomberg-Lippe | Salle municipale JA Gasca (es), Saint-Sébastien Affluence : 1 900 Arbitrage : Rauchs, Linster |
| 23 mars 2025 18h00 | Eszter Ogonovszky 6 | (12 – 14) | Ona Vegué 8        | Salle municipale JA Gasca (es), Saint-Sébastien Affluence : 1 900 Arbitrage : Rauchs, Linster |
| 23 mars 2025 18h00 | ×3                  | Rapport   | ×2                 | Salle municipale JA Gasca (es), Saint-Sébastien Affluence : 1 900 Arbitrage : Rauchs, Linster |

| 30 mars 2025 16h00 | HSG Blomberg-Lippe | 24 – 26 (tab)      | BM Bera Bera   | Phoenix Contact Arena, Lemgo Affluence : 1 850 Arbitrage : Watson, Welin |
| 30 mars 2025 16h00 | Nieke Kühne 6      | (11 – 10, 19 – 22) | Elba Álvarez 7 | Phoenix Contact Arena, Lemgo Affluence : 1 850 Arbitrage : Watson, Welin |
| 30 mars 2025 16h00 | Tab : 5 – 4        |                    |                | Phoenix Contact Arena, Lemgo Affluence : 1 850 Arbitrage : Watson, Welin |
| 30 mars 2025 16h00 | ×1 ×3              | Rapport            | ×1 ×4          | Phoenix Contact Arena, Lemgo Affluence : 1 850 Arbitrage : Watson, Welin |

Le HSG Blomberg-Lippe est qualifié après la séance de jets de 7 m qui s'est conclue sur un score de 5 – 4
| 23 mars 2025 16h00 | JDA Bourgogne Dijon HB | 31 – 27   | HSG Bensheim/Auerbach | Palais des sports JM Geoffroy, Dijon Affluence : 1 900 Arbitrage : Schaad, Müller |
| 23 mars 2025 16h00 | Claire Vautier 7       | (18 – 13) | Berger, Engel 6       | Palais des sports JM Geoffroy, Dijon Affluence : 1 900 Arbitrage : Schaad, Müller |
| 23 mars 2025 16h00 | ×5                     | Rapport   | ×4                    | Palais des sports JM Geoffroy, Dijon Affluence : 1 900 Arbitrage : Schaad, Müller |

| 29 mars 2025 16h00 | HSG Bensheim/Auerbach | 26 – 28   | JDA Bourgogne Dijon HB | Untermainhalle, Elsenfeld Affluence : 1 218 Arbitrage : Vitaku, Vitaku |
| 29 mars 2025 16h00 | Engel, Irion 6        | (12 – 15) | Nina Dury 6            | Untermainhalle, Elsenfeld Affluence : 1 218 Arbitrage : Vitaku, Vitaku |
| 29 mars 2025 16h00 | ×2                    | Rapport   | ×4                     | Untermainhalle, Elsenfeld Affluence : 1 218 Arbitrage : Vitaku, Vitaku |

La JDA Bourgogne Dijon HB est qualifié avec un score total de 59 à 53

### Finale à quatre
La finale à quatre se déroule sur un lieu unique les 3 et 4 mai 2025 au Raiffeisen Sportpark (en) de Graz en Autriche.
|  | Demi-finales        | Demi-finales        | Demi-finales | Demi-finales |                               |                | Finale     | Finale     | Finale     | Finale     |
|  |                     |                     |              |              |                               |                |            |            |            |            |
|  | 3 mai 2025          | 3 mai 2025          | 3 mai 2025   | 3 mai 2025   |                               |                | 4 mai 2025 | 4 mai 2025 | 4 mai 2025 | 4 mai 2025 |
|  | HSG Blomberg-Lippe  | HSG Blomberg-Lippe  | 18           | 18           |                               |                | 4 mai 2025 | 4 mai 2025 | 4 mai 2025 | 4 mai 2025 |
|  | HSG Blomberg-Lippe  | HSG Blomberg-Lippe  | 18           | 18           |                               |                | 4 mai 2025 | 4 mai 2025 | 4 mai 2025 | 4 mai 2025 |
|  | Ikast Håndbold      | Ikast Håndbold      | 28           | 28           |                               |                | 4 mai 2025 | 4 mai 2025 | 4 mai 2025 | 4 mai 2025 |
|  | Ikast Håndbold      | Ikast Håndbold      | 28           | 28           | Ikast Håndbold                | Ikast Håndbold | 32         | 32         |            |            |
|  | 3 mai 2025          |                     |              |              | Ikast Håndbold                | Ikast Håndbold | 32         | 32         |            |            |
|  |                     |                     | Thüringer HC | Thüringer HC | 34                            | 34             |            |            |            |            |
|  | Thüringer HC        | Thüringer HC        | Thüringer HC | Thüringer HC | 34                            | 34             | 35         | 35         |            |            |
|  | Thüringer HC        | Thüringer HC        |              |              |                               |                |            | 35         |            |            |
|  | JDA Bourgogne Dijon | JDA Bourgogne Dijon | 29           | 29           |                               |                |            |            |            |            |
|  | JDA Bourgogne Dijon | JDA Bourgogne Dijon | 29           | 29           | Match pour la troisième place |                |            |            |            |            |
|  |                     |                     |              |              |                               |                |            |            |            |            |
|  | 4 mai 2025          |                     |              |              |                               |                |            |            |            |            |
|  | HSG Blomberg-Lippe  | HSG Blomberg-Lippe  | 27           | 27           |                               |                |            |            |            |            |
|  | HSG Blomberg-Lippe  | HSG Blomberg-Lippe  | 27           | 27           |                               |                |            |            |            |            |
|  | JDA Bourgogne Dijon | JDA Bourgogne Dijon | 32           | 32           |                               |                |            |            |            |            |
|  | JDA Bourgogne Dijon | JDA Bourgogne Dijon | 32           | 32           |                               |                |            |            |            |            |

#### Demi-finales
| 3 mai 2025 15h00 | HSG Blomberg-Lippe | 18 – 28 | Ikast Håndbold    | Raiffeisen Sportpark (en), Graz Affluence : 1 050 Arbitrage : Bocáková, Jánošíková |
| 3 mai 2025 15h00 | Kühne, Hauf 5      | (6–16)  | Julie Scaglione 5 | Raiffeisen Sportpark (en), Graz Affluence : 1 050 Arbitrage : Bocáková, Jánošíková |
| 3 mai 2025 15h00 | ×3                 | Rapport | ×1 ×3             | Raiffeisen Sportpark (en), Graz Affluence : 1 050 Arbitrage : Bocáková, Jánošíková |

| 3 mai 2025 18h00 | Thüringer HC        | 35 – 29 | JDA Bourgogne Dijon | Raiffeisen Sportpark (en), Graz Affluence : 1 000 Arbitrage : Murariu, Paraschiv |
| 3 mai 2025 18h00 | Johanna Reichert 16 | (21–15) | Claire Vautier 6    | Raiffeisen Sportpark (en), Graz Affluence : 1 000 Arbitrage : Murariu, Paraschiv |
| 3 mai 2025 18h00 | ×6                  | Rapport | ×5 ×1               | Raiffeisen Sportpark (en), Graz Affluence : 1 000 Arbitrage : Murariu, Paraschiv |

#### Match pour la troisième place
| 4 mai 2025 15h00 | HSG Blomberg-Lippe | 27 – 32   | JDA Bourgogne Dijon | Raiffeisen Sportpark (en), Graz Arbitrage : Jakovljević, Kovačević |
| 4 mai 2025 15h00 | Ona Vegué 7        | (10 – 16) | Claire Vautier 8    | Raiffeisen Sportpark (en), Graz Arbitrage : Jakovljević, Kovačević |
| 4 mai 2025 15h00 | ×2                 | Rapport   | ×4                  | Raiffeisen Sportpark (en), Graz Arbitrage : Jakovljević, Kovačević |

#### Finale
| 4 mai 2025 18h00 | Ikast Håndbold     | 32 – 34 | Thüringer HC        | Raiffeisen Sportpark (en), Graz Affluence : 1 400 Arbitrage : Ilieva, Karbeska |
| 4 mai 2025 18h00 | Ingvild Bakkerud 8 | (16–15) | Johanna Reichert 13 | Raiffeisen Sportpark (en), Graz Affluence : 1 400 Arbitrage : Ilieva, Karbeska |
| 4 mai 2025 18h00 | ×1                 | Rapport | ×1 ×3               | Raiffeisen Sportpark (en), Graz Affluence : 1 400 Arbitrage : Ilieva, Karbeska |

- Ikast Håndbold : Idéhn, Sando – Bakkerud (8), Lindqvist  (7), Skogrand (4), Nolsøe (3), Jeřábková (3), Hougaard (2), Roberts (2), Scaglione (1), Brandt (1), Lykkegaard   (1), Nielsen, Petersen, Loft, Høgseth
- Thüringer HC : Lövgren Hallberg, Eckerle (1) – Reichert (13), Aizawa (5), Kuczora (5), Hendrikse (4), Petersen (2), Hanfland  (2), Holm  (1), Szabó (1), Nooitmeer, Pichlmeier, Niederwieser, Gullberg, Kündig , Jakubisová.

## Les vainqueurs
| Vainqueur - Ligue européenne de l'EHF 2024-2025 Thüringer HC 1er titre |

L'effectif du Thüringer HC était :
| Gardiens de but - 01 Christina Lövgren Hallberg - 12 Dinah Eckerle Ailières gauches - 26 Anna Szabó - 22 Rikke Hoffbeck Petersen Ailières droites - 06 Nathalie Hendrikse - 24 Ida Gullberg Pivots - 57 Josefine Huber - 03 Sharon Nooitmeer | Arrières gauches - 14 Anika Niederwieser - 29 Johanna Reichert Demi-centre - 59 Csenge Kuczora - 27 Kerstin Kündig - 23 Natsuki Aizawa Arrières droites - 08 Julie Holm - 13 Kathrin Pichlmeier |

## Statistiques et récompenses
Les meilleures buteuses sont :
| Rang | Joueuse          | Club                  | Buts |
| ---- | ---------------- | --------------------- | ---- |
| 1    | Johanna Reichert | Thüringer HC          | 110  |
| 2    | Nieke Kühne      | HSG Blomberg-Lippe    | 71   |
| 3    | Malin Holta      | Sola HK               | 59   |
| 4    | Nina Engel       | HSG Bensheim/Auerbach | 53   |
| 5    | Elke Karsten     | BM Bera Bera          | 50   |
| 6    | Laetitia Quist   | HSG Blomberg-Lippe    | 48   |
| 7    | Emma Lindqvist   | Ikast Håndbold        | 47   |
| 7    | Stine Skogrand   | Ikast Håndbold        | 47   |
| 9    | Mireya González  | HC Dunărea Brăila     | 46   |
| 10   | Nathalie Hagman  | SCM Râmnicu Vâlcea    | 45   |
| 10   | Katarina Ježić   | HC Dunărea Brăila     | 45   |